# Département des Californies
Pour les articles homonymes, voir Californie (homonymie).
1865–1867
Entités précédentes :
- Les Californies

Entités suivantes :
- Territoire de la Basse-Californie

Le Département des Californies est un département du Second Empire mexicain de la période de domination post-coloniale du Mexique.
Le département incluait toute la Péninsule de Basse-Californie. Il n'incluait pas la Haute-Californie (l'actuel état de la Californie) lequel a été cédé aux États-Unis d'Amérique en 1848.
Aujourd'hui les états mexicains de la Basse-Californie et la Basse-Californie du Sud sont situés où le département était.